# Номі-но-Сукуне

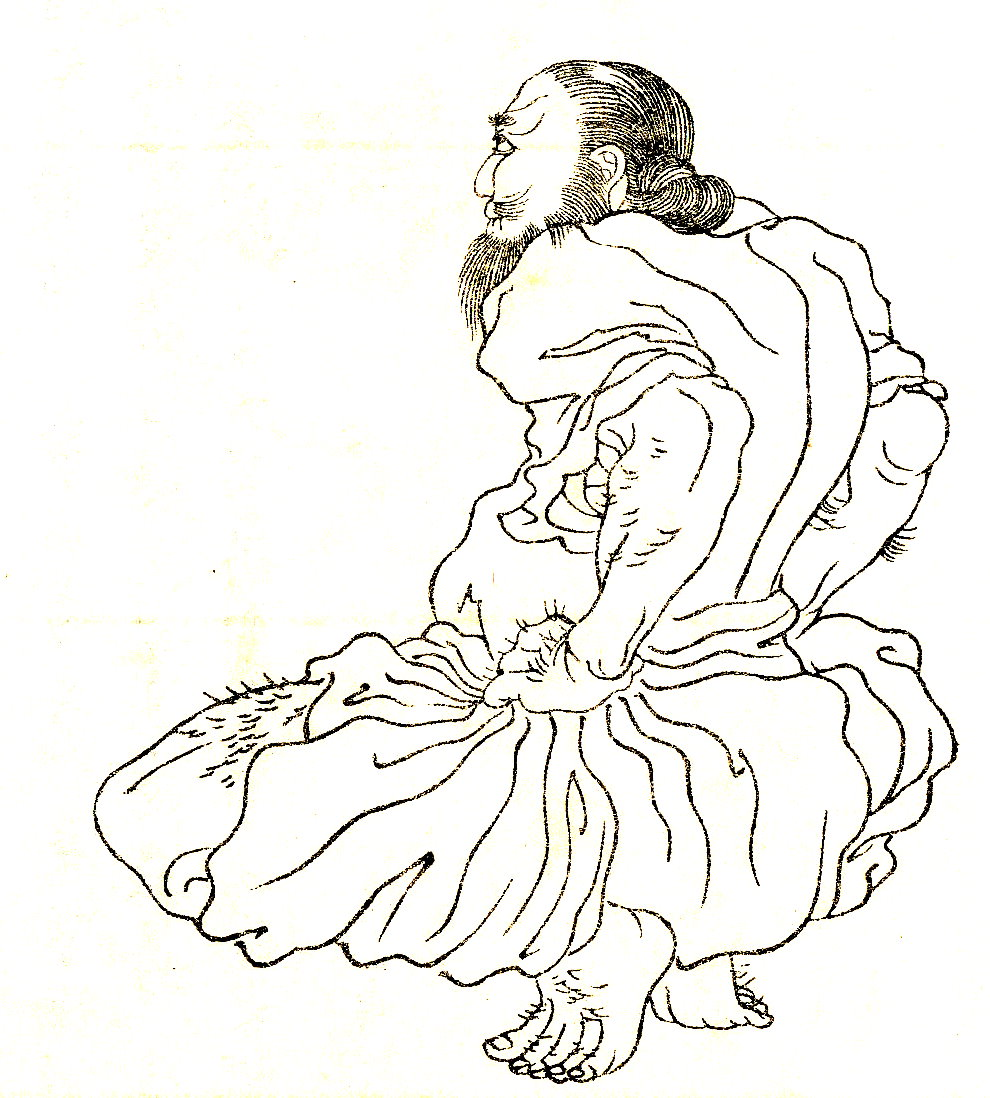
Кікуті Йосай Номі-но-Сукуне

Номі-но-Сукуне (яп. 野見 宿禰) був легендарним борцем-сумо за часів імператора Суйніна.

## Історія
Згідно з «Ніхон Сьокі», за часів правління імператора Суйніна до його двору прибув велетень Тайма-но-Кехая (яп. 当麻蹴速), великий силач, та кинув виклик будь-кому охочому помірятися з ним силою. Імператор наказав своїм міністрам дізнатися, чи є в його країні хто-небудь, гідний битися з велетнем. Один з міністрів запропонував Номі-но-Сукуне з провінції Ідзумо. Того  самого дня імператор послав за ним, і на 7й день 7го місяця 7го року правління імператора Суйніна, відбувся великий бій між обома богатирями. Переміг Номі-но-Сукуне, зламав супротивнику ребра та стегно, а потім убив його. У нагороду Номі отримав земельні володіння свого змагаря та був залишений при імператорському дворі.
Після смерті Хібасі-хіме-но-Мікосі, дружини імператора Суйніна на 32й рік його правління, Номі-но-Сукуне запропонував замість людських жертвопринесень при похоронах класти до могили спеціальні глиняні фігурки ханіва та татемоно. Після цього клани гончарів також стали учасниками церемонії поховання в Японії.

## Шанування
Номі-но-Сукуне і в наш час є божеством-покровителем сумоїстів. Йому присвячений синтоїстський храм, зведений у середині періоду Мейдзі в токійськім кварталі Кокуґі-кан. На честь Номі також збудовані храми в Тотторі, в Такацукі та на його батьківщині, в Ідзумо.